# 奇里卡瓦豹蛙
奇里卡瓦豹蛙（Rana chiricahuensis），地球上濒临灭绝的珍稀物种、世界珍稀保护生物之一。主要生活在美国新墨西哥州地区。沼泽地或低草地是它们常栖息之地。食用和扑捉昆虫类。成年蛙种尚存大约5000只左右。灭绝主要原因是人类使用化学肥料、空气被污染加上栖息地逐步减少，以及人类在其栖息放入天敌牛蛙和鲑鱼。

## 习性
奇里卡瓦豹蛙幼年主要食用水草植物，如水藻、水草。成年豹蛙拥有了捕捉能力后，经常捕捉昆虫类、舒鼠类以及鱼类。

## 特点
豹蛙体长约5-13厘米，呈绿色或褐色皆有黑色斑点，白色条纹围绕斑点似豹纹。

## 濒临灭绝
奇里卡瓦豹蛙濒临灭绝与人类有关。人类化学肥料的使用加上空气被污染、酸雨和栖息地减少，以及人类在其栖息地引入豹蛙天敌牛蛙和鲑鱼。

## 最新发现
2011年7月，Hekkala博士研究维加斯山谷豹蛙和奇里卡瓦豹蛙的DNA基因序列100%匹配。